# Aida Sjanajeva
Aida Vladimirovna Sjanajeva (ryska: Аида Владимировна Шанаева; ossetiska: Санаты Владимиры чызг Аидæ: Sanaty Vladimiry čyzg Aidæ), född den 23 april 1986 i Ordzjonikidze i Nordossetiska ASSR i Ryska SFSR i Sovjetunionen (nu Vladikavkaz i Ryssland), är en rysk fäktare som tog OS-silver i damernas lagtävling i florett i samband med de olympiska fäktningstävlingarna 2012 i London. I samband med de olympiska fäktningstävlingarna 2008 i Peking tog hon OS-guld i samma gren